# بشار سلطان
بشار سلطان، هو موزع موسيقي ومغني وممثل كويتي، وهو ابن الفنان الراحل علي سلطان. شارك في عدد من الأعمال الفنية كممثل قبل أن يتجه للغناء وله أغنية شهيرة بعنوان القلب المحتاس. ومؤخراً برز كموزع ومنفذ موسيقي لأغنيات وألبومات كبار المغنيين والملحنين، مثل الفنان عبد الله الرويشد والفنان مشعل العروج.